# Alois-Günther-Haus
Das Alois-Günther-Haus ist eine ganzjährig geöffnete Schutzhütte der Sektion Edelweiss des ÖAV auf 1782 m ü. A. in den Fischbacher Alpen am Gipfel des Stuhlecks.

## Geschichte
Alois Günther, Obmann der alpinen Gesellschaft D' Stuhlecker, war Hauptinitiator der Errichtung der Hütte, deren Grundstein 1914 gelegt und die 1915 fertiggestellt wurde. Eröffnet wurde das während des Ersten Weltkriegs leer stehende Haus am 20. August 1919.
Im Jänner 1959 erwarb die Sektion Edelweiss des ÖAV die Hütte.

## Übergänge
- Karl-Lechner-Haus, 1450 m ü. A., ca. 45 Minuten
- Roseggerhaus-Pretul, 1653 m ü. A., ca. 1 Stunde 30 Minuten
- Wetterkoglerhaus, 1743 m ü. A., ca. 5 Stunden 30 Minuten

Das Alois-Günther-Haus ist auch Stützpunkt am Zentralalpenweg, einem Weitwanderweg von Hainburg an der Donau nach Feldkirch.